# 발렌틴 이바노프 (1961년생 축구인)
발렌틴 발렌티노비치 이바노프(러시아어: Валентин Валентинович Иванов, 1961년 7월 4일 모스크바 ~ )는 러시아의 전직 축구 선수 겸 축구 심판이다. 소련의 전직 축구 선수 겸 축구 감독인 발렌틴 코지미치 이바노프의 아들이기도 하다.
1979년부터 1984년까지는 토르페도 모스크바, 1985년에는 디나모 스타브로폴, 1986년에는 디나모 브랸스크 소속으로 뛰었다. 1997년 1월 1일 국제 축구 연맹(FIFA)으로부터 국제 심판 자격을 취득했으며 1999년에 열린 룩셈부르크와 폴란드의 경기에서 처음으로 국제 심판으로 활동하였다.
2003년 FIFA 컨페더레이션스컵에서 브라질과 카메룬의 조별 예선 경기, 카메룬과 프랑스의 결승전 경기의 주심을 맡았고 UEFA 유로 2004에서 잉글랜드와 스위스, 이탈리아와 불가리아의 조별 예선 두 경기, 체코와 덴마크의 8강전 경기의 주심을 맡았다. 2006년 FIFA 월드컵에서는 프랑스와 스위스, 에콰도르와 독일의 조별 예선 두 경기, 포르투갈과 네덜란드의 16강전 경기의 주심을 맡았다.

## 같이 보기
- 뉘른베르크의 전투 (포르투갈과 네덜란드의 2006년 FIFA 월드컵 16강전 경기)